# Microclysia
Microclysia là một chi bướm đêm thuộc họ Geometridae.